# ホークスター
ホークスター(Hawkster)とは、アメリカ合衆国生産の競走馬、種牡馬。主な勝ち鞍に1989年のオークツリー招待ハンデキャップ、セクレタリアトステークス、1988年のノーフォークステークスなど。

## 経歴
- 特記事項なき場合、本節の出典はEQIBASE[1]

1988年7月13日、ハリウッドパーク競馬場でのメイドン競走でデビューし、2着。3戦目で勝ち上がり、デルマーフューチュリティステークス4着を経て出走のノーフォークステークスで初めてG1競走を制する。その後しばらくは1着も2着もなければ6着以下もない成績が続き、その状態のままアメリカクラシック三冠路線に進んで、ケンタッキーダービーとプリークネスステークスは2戦ともサンデーサイレンスの5着、ベルモントステークスはイージーゴアの5着に終わる。
西海岸に戻り、7月デルマー競馬場のオセアンサイドステークスを勝つと、続くG2競走デルマーダービーも制し、アーリントンパーク競馬場のセクレタリアトステークスで3連勝を記録。10月のオークツリー招待ハンデキャップでは、当時の芝12ハロンの世界レコードとなる2分22秒8のタイムで優勝、4連勝を記録した。その後、日本に遠征してジャパンカップに出走し、レースでは事前予想を覆して逃げたイブンベイの2番手を追走、直線を向いてホーリックスらに交わされるも、2分22秒2のレコードタイムで駆けたホーリックスの5着に踏みとどまった。
4歳時は5戦して未勝利に終わり、1990年5月28日のハリウッドターフハンデキャップ2着が最後の競馬となった。

## 引退後
引退後、アメリカで7年間種牡馬生活を送った後、日本へと輸出。日本では1998年からの5シーズンの供用と、それまでに輸入された産駒と合わせて血統登録頭数83頭、出走頭数はそのうちの77頭を記録した。ブルードメアサイアーとしてはアフリートアレックス、アピーリングゾフィーの2頭のG1競走を送り出し、アフリートアレックスはクラシック二冠馬となり、アピーリングゾフィーはスピナウェイステークスを勝って繁殖牝馬としてもベルモントステークス優勝馬タップリットを送り出した。直仔からは見るべき産駒は出なかったが、変わり種の産駒としては、ハルウララの半弟でハルウララやミツイシフラワーとの兄弟対決などが報じられたオノゾミドオリがいた。2003年死亡。

### ブルードメアサイアーとしての産駒
- Afleet Alex / アフリートアレックス（プリークネスステークス、ベルモントステークスなど）[12]
- Appealing Zophie / アピーリングゾフィー（スピナウェイステークス）[13]

## 血統表
| ホークスターの血統                  | ホークスターの血統                             | ホークスターの血統                             | （血統表の出典）                               | （血統表の出典） |
| 父系                                | ロベルト系                                     | ロベルト系                                     | ロベルト系                                     | [ § 2 ]          |
| 父 Silver Hawk 1979 鹿毛 アメリカ   | 父の父Roberto 1969 鹿毛 アメリカ               | Hail to Reason                                 | Turn-to                                        | Turn-to          |
| 父 Silver Hawk 1979 鹿毛 アメリカ   | 父の父Roberto 1969 鹿毛 アメリカ               | Hail to Reason                                 | Nothirdchance                                  |                  |
| 父 Silver Hawk 1979 鹿毛 アメリカ   | 父の父Roberto 1969 鹿毛 アメリカ               | Bramalea                                       | Nashua                                         | Nashua           |
| 父 Silver Hawk 1979 鹿毛 アメリカ   | 父の父Roberto 1969 鹿毛 アメリカ               | Bramalea                                       | Rarelea                                        |                  |
| 父 Silver Hawk 1979 鹿毛 アメリカ   | 父の母Gris Vitesse 1966 芦毛 アメリカ          | Amerigo                                        | Nearco                                         | Nearco           |
| 父 Silver Hawk 1979 鹿毛 アメリカ   | 父の母Gris Vitesse 1966 芦毛 アメリカ          | Amerigo                                        | Sanlinea                                       |                  |
| 父 Silver Hawk 1979 鹿毛 アメリカ   | 父の母Gris Vitesse 1966 芦毛 アメリカ          | Matchiche                                      | Mat de Cocagne                                 | Mat de Cocagne   |
| 父 Silver Hawk 1979 鹿毛 アメリカ   | 父の母Gris Vitesse 1966 芦毛 アメリカ          | Matchiche                                      | Chimere Fabuleuse                              |                  |
| 母 Strait Lane 1974 青鹿毛 アメリカ | 母の父Chieftain 1961 青鹿毛 アメリカ           | Bold Ruler                                     | Nasrullah                                      | Nasrullah        |
| 母 Strait Lane 1974 青鹿毛 アメリカ | 母の父Chieftain 1961 青鹿毛 アメリカ           | Bold Ruler                                     | Miss Disco                                     |                  |
| 母 Strait Lane 1974 青鹿毛 アメリカ | 母の父Chieftain 1961 青鹿毛 アメリカ           | Pocahontas II                                  | Roman                                          | Roman            |
| 母 Strait Lane 1974 青鹿毛 アメリカ | 母の父Chieftain 1961 青鹿毛 アメリカ           | Pocahontas II                                  | How                                            |                  |
| 母 Strait Lane 1974 青鹿毛 アメリカ | 母の母Level Sands 1949 黒毛 アメリカ           | Mahmoud                                        | Blenheim                                       | Blenheim         |
| 母 Strait Lane 1974 青鹿毛 アメリカ | 母の母Level Sands 1949 黒毛 アメリカ           | Mahmoud                                        | Mah Mahal                                      |                  |
| 母 Strait Lane 1974 青鹿毛 アメリカ | 母の母Level Sands 1949 黒毛 アメリカ           | Crawfish                                       | Halcyon                                        | Halcyon          |
| 母 Strait Lane 1974 青鹿毛 アメリカ | 母の母Level Sands 1949 黒毛 アメリカ           | Crawfish                                       | Crauneen                                       |                  |
| 母系(F-No.)                         | (FN:5-g)                                       | (FN:5-g)                                       | (FN:5-g)                                       | [ § 3 ]          |
| 5代内の近親交配                     | Nearco 4 × 5 = 9.38%、 Nasrullah 4 × 5 = 9.38% | Nearco 4 × 5 = 9.38%、 Nasrullah 4 × 5 = 9.38% | Nearco 4 × 5 = 9.38%、 Nasrullah 4 × 5 = 9.38% | [ § 4 ]          |
| 出典                                | 1. 2. 3. 4.                                    | 1. 2. 3. 4.                                    | 1. 2. 3. 4.                                    | 1. 2. 3. 4.      |

- 全姉シルバーレーンの仔にブラックホーク（1999年 スプリンターズステークス、2001年 安田記念）、ピンクカメオ（NHKマイルカップ）[15]。